# Osiedle Nad Łąkami
Osiedle Nad Łąkami – osiedle domów jednorodzinnych położone w południowo-wschodniej części Kościana, zajmuje obszar na wschód od linii kolejowej linii kolejowej Poznań - Wrocław.
Osiedle Nad Łąkami jest jednym z najmłodszych osiedli mieszkaniowych na terenie miasta, zajmuje teren pomiędzy Kanałem Kościańskim na drogą wojewódzką nr 308 (ul. Gostyńska). 